# 密度流
密度流（みつどりゅう）とは水平方向の流体の密度偏差に起因する圧力勾配によって駆動される流れ。

## 発生
流体の密度は、その温度や圧力、溶解したり浮遊したりしている物質の濃度によって決まる。したがって温度や圧力、物質濃度の場所的な変化や時間的な変化が生じるような場合、流れが発生することになる。特に応用力学や土木工学における密度流の例として、汽水域における塩水くさびや閉水域における季節循環、洪水時にダム湖に流入する濁水、海底に発生する乱泥流などが挙げられる。このうち、塩水楔および季節循環を発生させるのはそれぞれ塩分濃度および水温による密度差であり、濁水や乱泥流を発生させるのは浮遊物質濃度による密度差である。

## キャベリング効果
同じ密度で異なる水温と塩分を持つ海水同士が混合して、それらの中間の水温と塩分を持つ海水ができたときに、その混合海水の密度が元の海水の密度より高くなる現象をキャベリング効果（英: cabelling effect）という。
海水の密度は水温と塩分によって非線形的に決まり、塩分・水温を軸にしたグラフ上に等密度線を書くと、高温・低塩分（低密度）側に凸な曲線となる。1本の等密度線上にある2点の海水が混合した時、混合海水の状態は2点を結ぶ線分上に来るため、混合海水は元の海水の密度より高くなる。